# Robert Axelrod (skådespelare)
Robert Axelrod, född 29 maj 1949 i New York, död 7 september 2019 i Los Angeles i Kalifornien, var en amerikansk skådespelare. En av hans mest kända insatser var som rösten till superskurken Lord Zedd i filmen Mighty Morphin Power Rangers från 1995, men medverkade också i andra produktioner, såsom TV-serierna Spider-Man (som rösten till Microchip) och Digimon (diverse röster). År 1986 medverkade han i filmen Jack Murphys lag.

## Filmografi, filmer (i urval)
| - 1976 – Smurfarna och den förtrollade flöjten (röst som Glasögonsmurfen) - 1981 – Svansjön (röst som Hans) (okrediterad) - 1985 – Pelle Svanslös i Amerikatt (röst som Bill och Filadelfia-Fille) - 1986 – Jack Murphys lag - 1987 – Assassination - 1987 – Running Man (röst som Tsutomu Sugioka) - 1987 – Death Wish 4: The Crackdown - 1988 – Akira (röst som Shimazaki) | - 1988 – Panik - 1989 – Kinjite – förbjudna tankar - 1991 – Zeiram (röst som Kamiya) - 1995 – Mighty Morphin Power Rangers: Filmen (röst som Lord Zedd) - 2000 – Digimon: The Movie (röst som Armadillomon) - 2001 – Metropolis (röst som Skinka och ägg) - 2002 – Deep Freeze - 2004 – The Last Shot |